# Trigoniidae
Trigoniidae zijn een familie van tweekleppigen uit de orde Trigonioida.

## Taxonomie
De volgende geslachten zijn bij de familie ingedeeld:
- † Actinotrigonia Cox, 1964
- † Austrotrigonia Skwarko, 1963
- † Callitrigonia Cox, 1964
- † Climacotrigonia Cox, 1964
- † Coxitrigonia M. R. Cooper, 2016
- † Eotrigonia Cossmann, 1912
- † Eselaevitrigonia Kobayashi, 1954
- † Frenguelliella Leanza, 1942
- † Geratrigonia Kobayashi, 1954
- † Guineana Skwarko, 1967
- † Ghuneriella M. R. Cooper, 2016
- † Heslingtonia Fleming, 1987
- † Indotrigonia Dietrich, 1933
- † Jaworskiella Leanza, 1942
- † Kellygonia M. R. Cooper, 2016
- † Kitchingonia M. R. Cooper, 2016
- † Kumatrigonia Tamura, 1959
- † Kupenga Fleming, 1985
- † Latitrigonia Kobayashi, 1957
- † Maoritrigonia Fleming, 1962
- † Malagasitrigonia Cox, 1964
- † Maragonia M.R. Cooper, 2016
- † Mesotrigonia Freneix, 1958
- † Minetrigonia Kobayashi & Katayama, 1938
- † Myophorigonia Cox, 1952
- † Nambangonia M. R. Cooper, 2016
- † Neopisthotrigonia M. R. Cooper, 2016
- Neotrigonia Cossmann, 1912
- † Neuquenitrigonia Leanza & Garate, 1987
- † Nipponitrigonia Cox, 1952
- † Nototrigonia Cox, 1952
- † Opisthotrigonia Cox, 1952
- † Pacitrigonia Marwick, 1932
- † Papuagonia M. R. Cooper, 2016
- † Perugonia Kobayashi & Tamura, 1968
- † Pleurotrigonia van Hoepen, 1929
- † Protrigonia Guo Fu-xiang, 1985
- † Psilotrigonia Cox, 1952
- † Quadratojaworskiella Reyes & Pérez, 1980
- † Querandigonia M. R. Cooper, 2016
- † Skwarkoella M. R. Cooper, 1991
- † Sphenotrigonia Rennie, 1936
- † Trigonia Bruguière, 1789
- † Vanhoepenella M.R. Cooper, 2016